# Alfred Taiée
Jean Alfred Taiée, né à Paris le 21 janvier 1820 et mort au Vésinet le 4 novembre 1881, est un graveur français aquafortiste, qui se spécialisa dans les représentations du Paris pré-haussmannien.

## Biographie
Né en 1820 rue Vivienne dans l'ancien 3e arrondissement de Paris, Jean Alfred Taiée est le fils de Jean Jacques Taiée, marchand chapelier à Paris et de Anne Charlotte de Rongé, fille de fabricant de chapeaux. Retraité du ministère des Finances, il meurt en 1881 à l'âge de 61 ans au domicile de son gendre au Vésinet. Il est apparenté à l'imprimeur lithographe parisien Marie Louis Alexandre Seguin (1791-1864).

## Production artistique
Alfred Taiée est l'auteur d'au moins 150 eaux-fortes, technique selon laquelle il grave en exclusivité.
Son histoire, singulière, est rapportée par le critique d'art Jean-Antoine Luthereau, dans La Célébrité du 5 novembre 1864 : âgé d'une quarantaine d'années, Taiée, modeste employé au ministère des Finances (alors situé au Louvre) et dessinateur amateur particulièrement doué, se promène rue de Richelieu et tombe sur la boutique de la Société des aquafortistes. Fortement impressionné par les eaux-fortes exposées en vitrine, il pénètre dans le magasin pour acheter le matériel nécessaire pour graver. Alors qu'il est autodidacte, Taiée parvient en peu de temps à présenter une plaque de cuivre à Alfred Cadart et Martial Potémont, lequel l'encourage et lui donne des conseils. Désormais, Taïée se concentre sur la représentation des rues de Paris, son sujet préféré. Il réussit à saisir la transformation des quartiers, promis aux coups de pioches des démolisseurs, lesquels s'activaient sur ordre du préfet Haussmann.
Son témoignage graphique est très précieux : sans avoir la précision d'une photographie de Charles Marville, et à une époque où l'usage de la caméra n'était pas encore si répandu, le travail de l'artiste figure sur le vif le Paris qui s'en va, qui se transforme. Certaines de ses images possèdent un souci remarquable du détail, d'autres moins, mais laissent une impression de vie.
Cadart et Luquet éditent ses gravures sous la forme de six albums en deux séries : d'abord les Croquis à l'eau-forte gravés sur nature. Paris et ses environs, comprenant en moyenne douze pièces, puis le Paris en train [de changer], comprenant vingt-cinq pièces.
Infatigable, il se promène en permanence avec un morceau de cuivre dans la poche : c'est ainsi, comme le rappelle Janine Bailly-Herzberg, qu'il parvient le 29 mai 1872 à reproduire sur le vif une soirée musicale chez le violoniste Charles-Auguste de Bériot, gravure sur laquelle on voit Félicien Rops, Henri Harpignies et Honoré Daumier. Or, au verso de ce cuivre, ce dernier y grava sa seule et unique eau-forte !
Hormis Paris, et ses environs [i.e. la vallée de la Seine, la Normandie], Taiée fit un portrait de Coquelin Cadet (1866) et quelques marines, natures mortes et scènes de genre comme cette Rose trémière (1866) ou ces Marrons d'Inde (1875), illustra deux recueils poétiques de Poisle Desgrange dont Le Roman à l’eau-forte en douze chapitres inédits édité à la Librairie Bachelin-Deflorenne (1873-1874), et fut l'un des plus prolifiques contributeurs aux productions éditoriales de la maison Cadart : dix-neuf pièces pour L'illustration nouvelle et trois pour L'Eau-forte en... (1868-1880),.
En 1876, il produit vingt eaux-fortes reproduisant les tableaux de la collection de peintures du comédien Jean Berthelier, ainsi que son portrait inédit. Il livre également des planches au Paris à l'eau-forte et à la Société internationale des aquafortistes (1875).

## Choix d'eaux-fortes

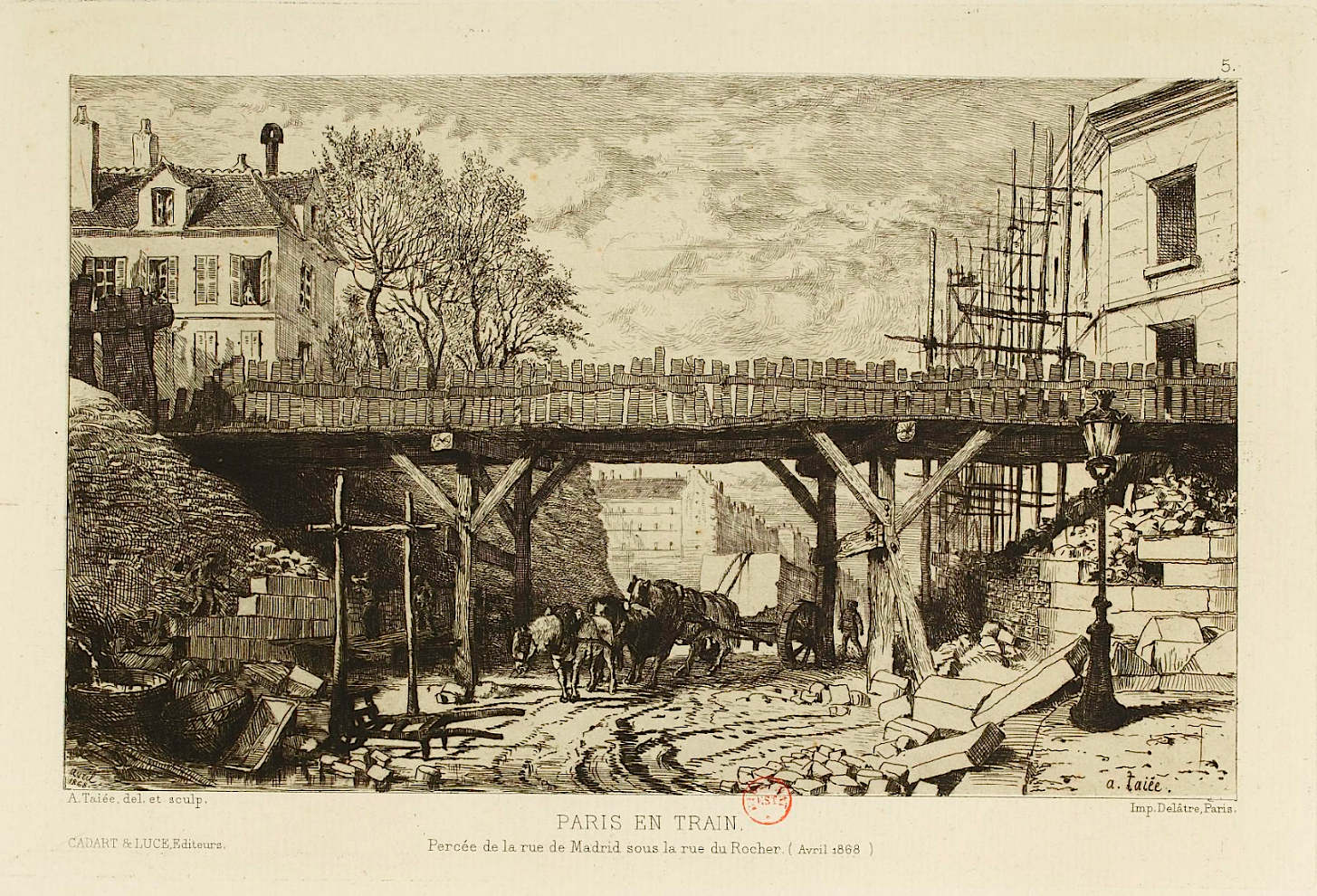
Paris en train : percée de la rue de Madrid sous la rue du Rocher (avril 1868)
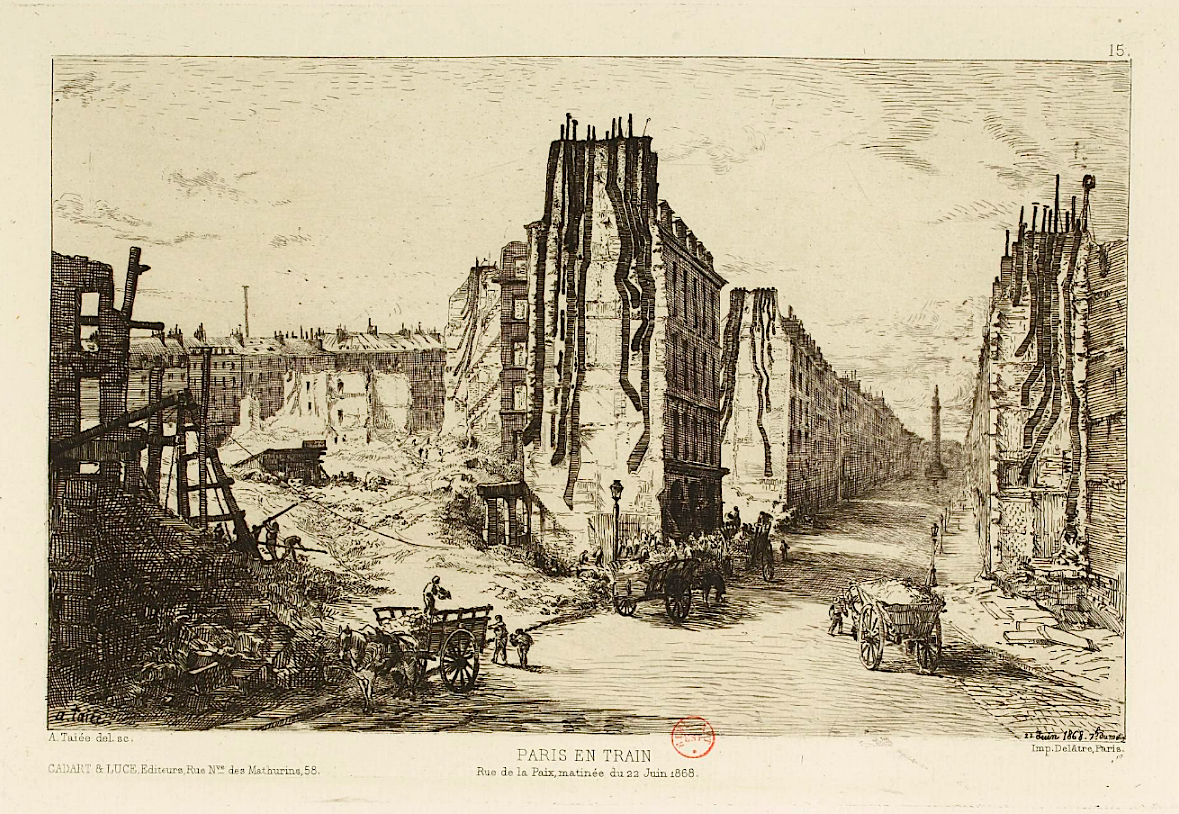
Paris en train : rue de la Paix, matinée du 22 juin 1868
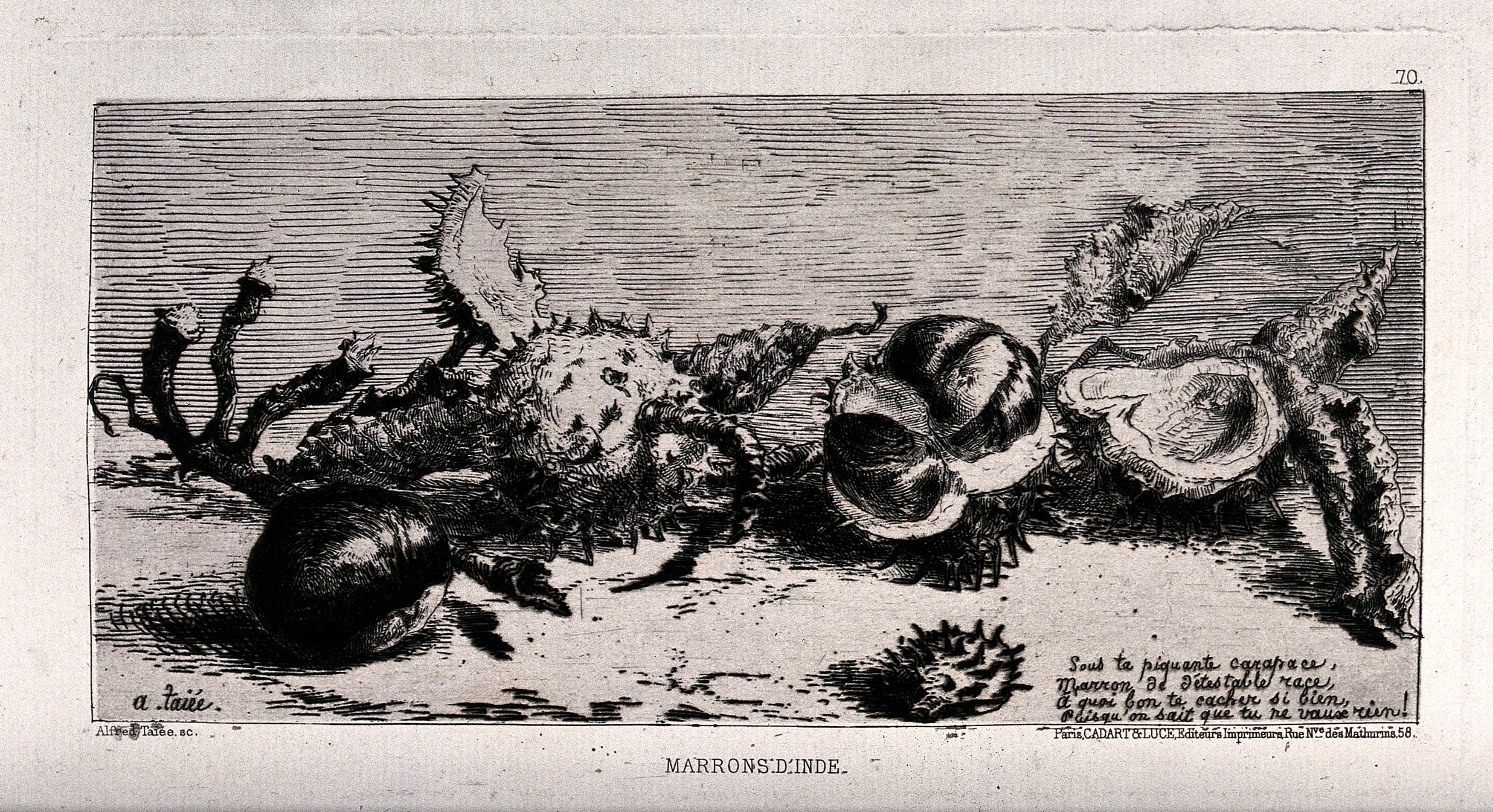
Marrons d'Inde (1875)
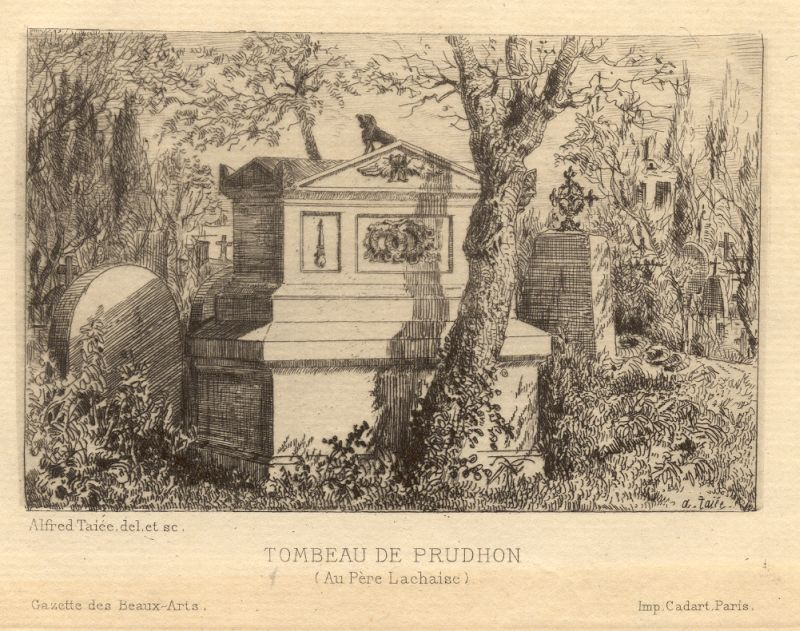
Tombeau de Prudhon au Père-Lachaise (1879), pour la Gazette des beaux-arts
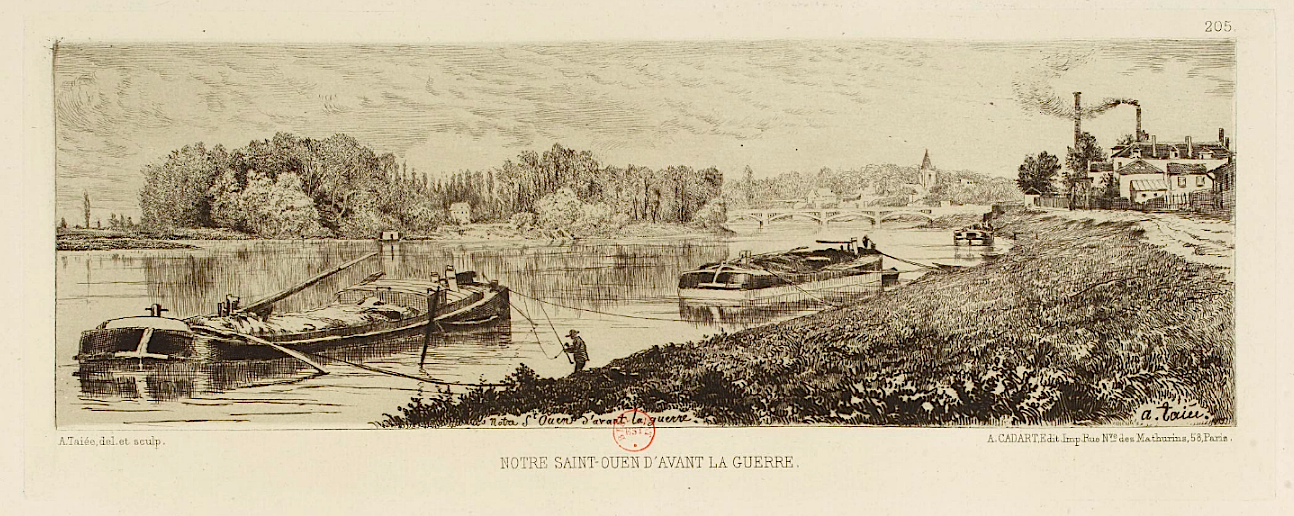
Notre Saint-Ouen d'avant la guerre (épreuve de 1873)